# 艾伦·赫尔弗里奇
艾伦·赫尔弗里奇（英語：Alan Helffrich，1900年8月7日—1994年2月3日），美国男子田径运动员，主攻短跑。他曾代表美国参加1924年夏季奥林匹克运动会田径比赛，获得男子4×400米接力金牌。